# Tōyō Miyatake
Tōyō Miyatake (宮武東洋, Miyatake Tōyō, né en octobre 1895 et mort en février 1979) est un photographe nippo-américain surtout connu pour ses photographies documentant les nippo-américains et leur internement à Manzanar durant la Seconde Guerre mondiale.

## Biographie
Miyatake naît dans la préfecture de Kagawa sur l'île de Shikoku au Japon en 1895. En 1909, il émigre aux États-Unis pour rejoindre son père. Il s'installe dans le quartier de Little Tokyo à Los Angeles en Californie.
Intéressé par les arts - et plus particulièrement la photographie, qu'il étudie auprès de Harry K. Shigeta - Miyatake commence à s'associer avec la communauté artistique locale. En 1923, il achète son studio photo. Miyatake encourage son compatriote photographe Edward Weston à exposer ses travaux.
C'est à cette époque que Miyatake rencontre sa future épouse que courtise son frère. Il commence à passer du temps avec Hiro sous prétexte qu'il se sert d'elle comme modèle. Son frère est bouleversé, il est rapporté qu'« il mourut le cœur brisé » à un âge précoce.[citation nécessaire]
Avant la Seconde Guerre mondiale, les photographies de Miyatake remportent des prix [citation nécessaire]. 
Pendant la Seconde Guerre mondiale, Miyatake est interné au camp de Manzanar dans la vallée de l'Owens. Il introduit clandestinement une lentille d'appareil photo dans le camp et construit un boîtier en bois. Les photos qu'il prend secrètement au camp sont parmi les relativement rares qui montrent le sort des détenus de nationalité américaine.
Après la guerre, la famille retourne à Los Angeles, où leur maison a été confiée à certains de leurs amis blancs pendant l'internement. Contrairement à de nombreuses familles qui ont perdu leurs maisons, les Miyatakes peuvent reprendre leur vie et fournir un abri à des internés et à leurs familles un peu moins fortunés. Dans le « Little Tokyo » d'après-guerre, de nombreux habitants n'ont pas la possibilité de s'offrir les services de Miyatake et certains choisissent plutôt de troquer des biens afin de lui faire photographier des mariages et des portraits. Son épouse qui reçoit les clients négocie une fois ses services pour un piano Steinway et de la litière pour caniche une autre fois.[citation nécessaire]
Après la mort de son épouse Hiro en 1971, Miyatake déménage de sa maison sur la Third Street à East Los Angeles pour vivre à Monterey Park voisin avec sa fille et la famille de celle-ci.
Il reste actif dans le studio pendant cette période. Au petit matin, Miyatake se promène autour de l'école élémentaire de Monterey Highlands. Sa dernière image est prise dans ce parc. Le film a été découvert et traité après sa mort.[citation nécessaire]
Avant sa mort en 1979, Miyatake et Ansel Adams éditent un livre, Two views of Manzanar, compilation de leurs photos pendant l'internement.
Les restes incinérés de Miyatake sont enterrés au Evergreen Cemetery de Los Angeles, Boyle Heights; une partie de sa dépouille est conservée au temple bouddhiste Koyasan (en) dans Little Tokyo.

## Albums de Miyatake (sélection)
- Ansel Adams and Toyo Miyatake, Two Views of Manzanar, Los Angeles : Frederick S. Wight Art Gallery, UCLA, c. 1978.
- (ja) Shashinka Miyatake Tōyō no sekai: Renzu ga toraeta ningen no kiroku: 50-nen no nichibei-kōryū-shi (写真家宮武東洋の世界：レンズがとらえた人間の記録：50年の日米交流史). Tokyo: Bungeishunjū, 1980.
- (ja) Miyatake Tōyō no shashin: 1923-1979 (宮武東洋の写真：1923～1979). Tokyo: Bungeishunjū, 1984.

## Source
- (ja) Nihon no shashinka (日本の写真家) / Biographical Dictionary of Japanese Photography. Tokyo: Nichigai Associates, 2005.  (ISBN 4-8169-1948-1). En dépit de son titre alternatif en anglais, ce livre est uniquement en japonais.